# Вальдфішбах-Бургальбен
Вальдфішбах-Бургальбен (нім. Waldfischbach-Burgalben) — громада в Німеччині, розташована в землі Рейнланд-Пфальц. Входить до складу району Південно-Західний Пфальц. Центр об'єднання громад Вальдфішбах-Бургальбен.
Площа — 17,61 км2. Населення становить 4634 ос. (станом на 31 грудня 2020).

## Галерея

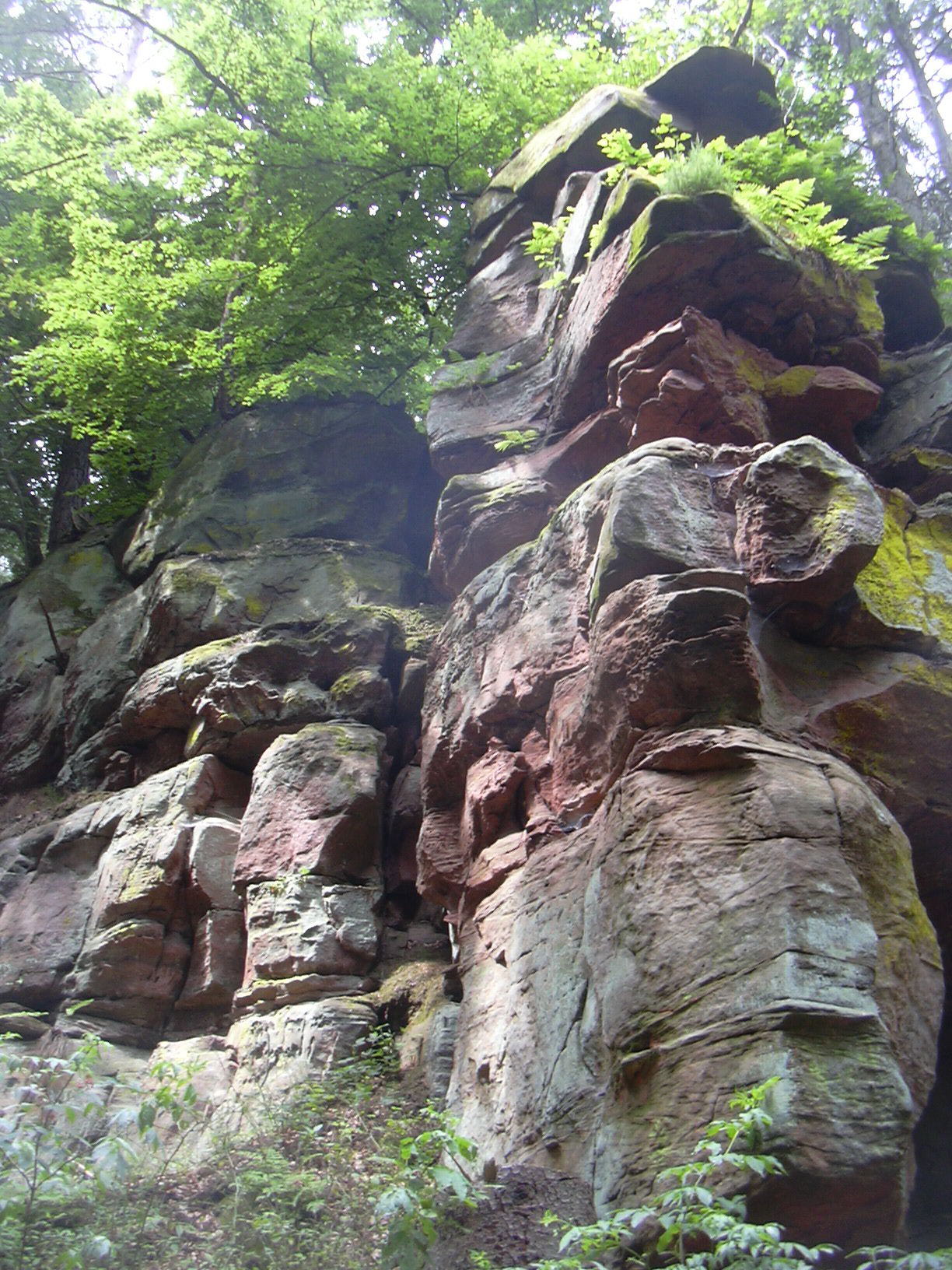
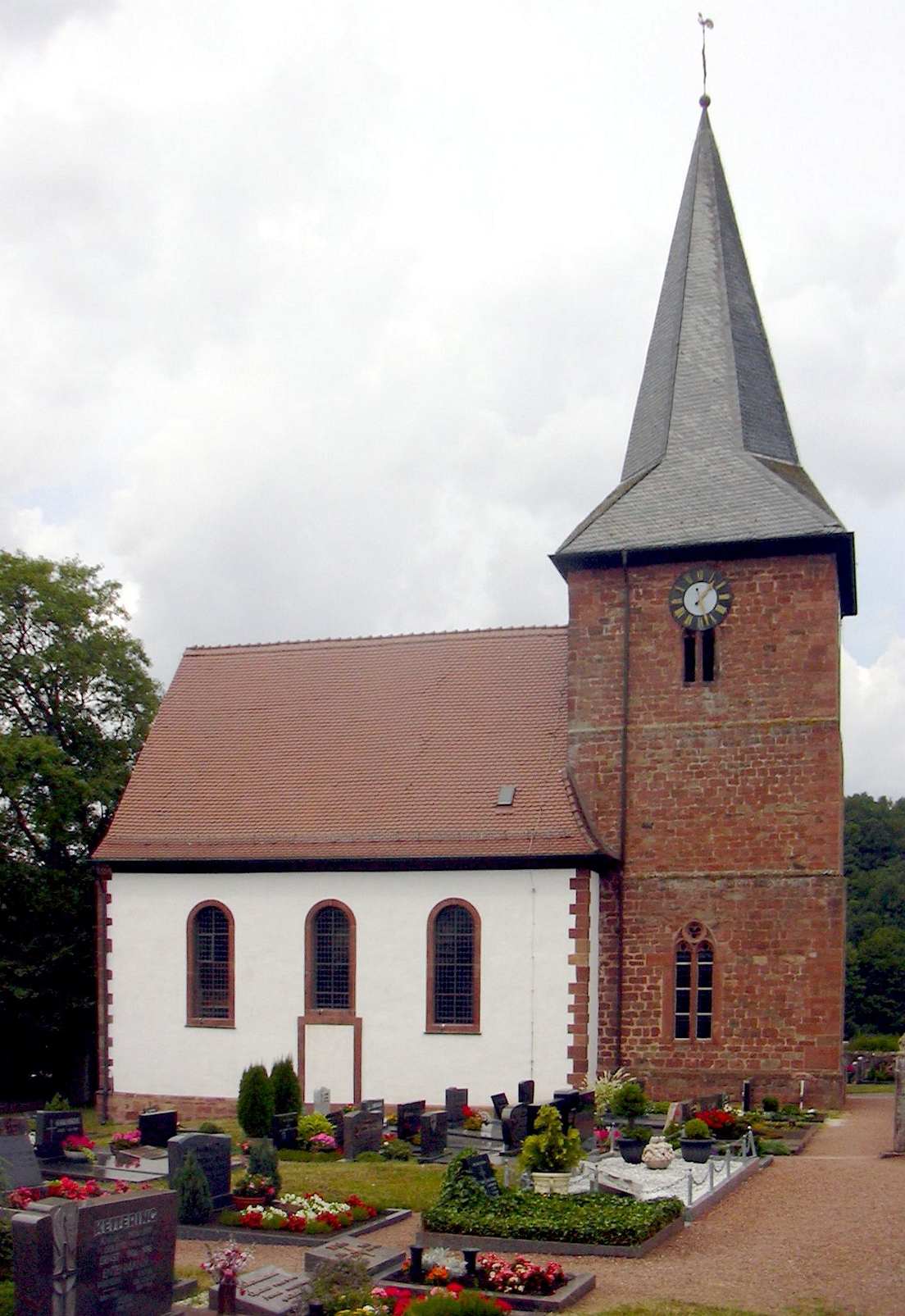
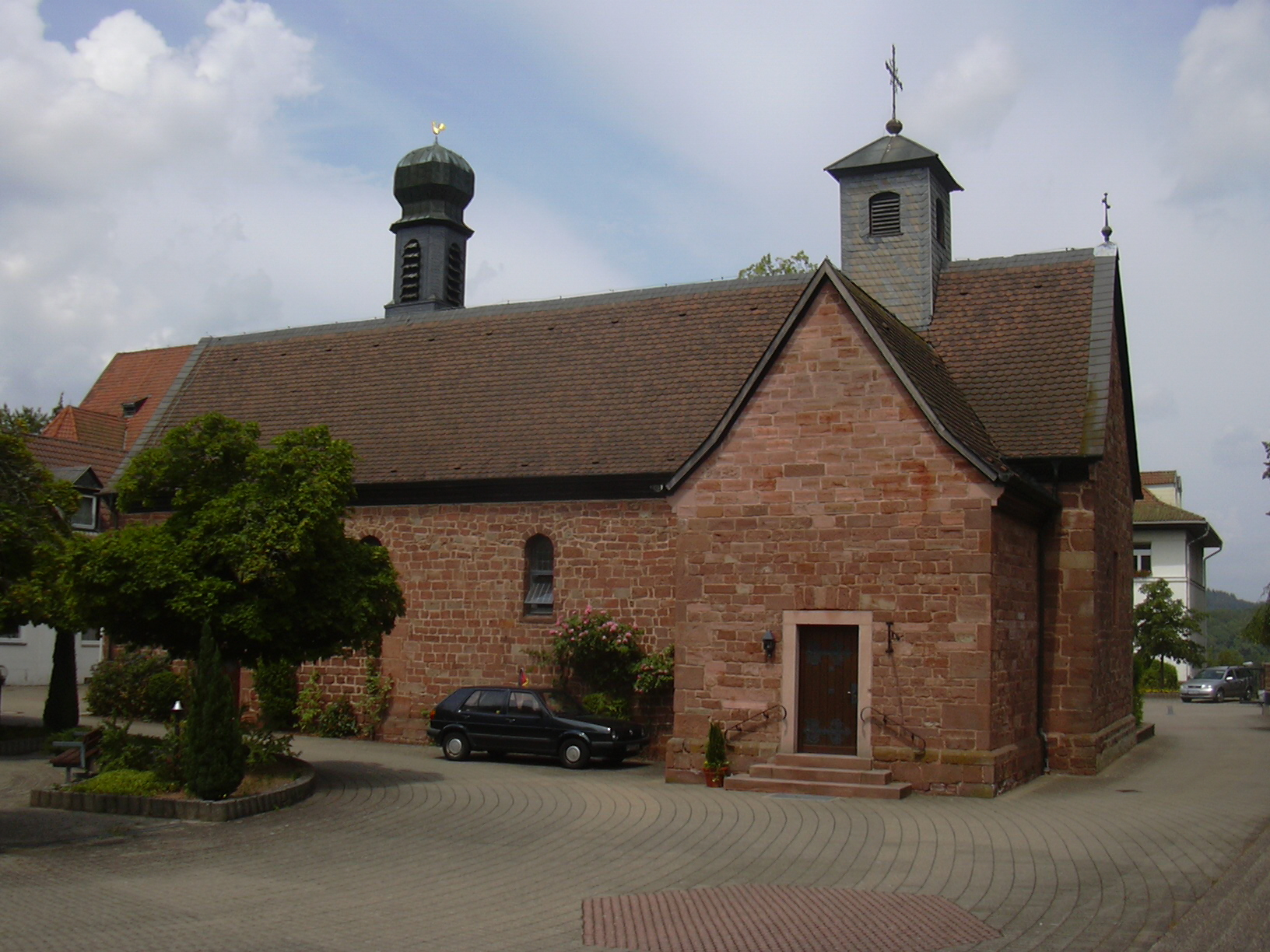
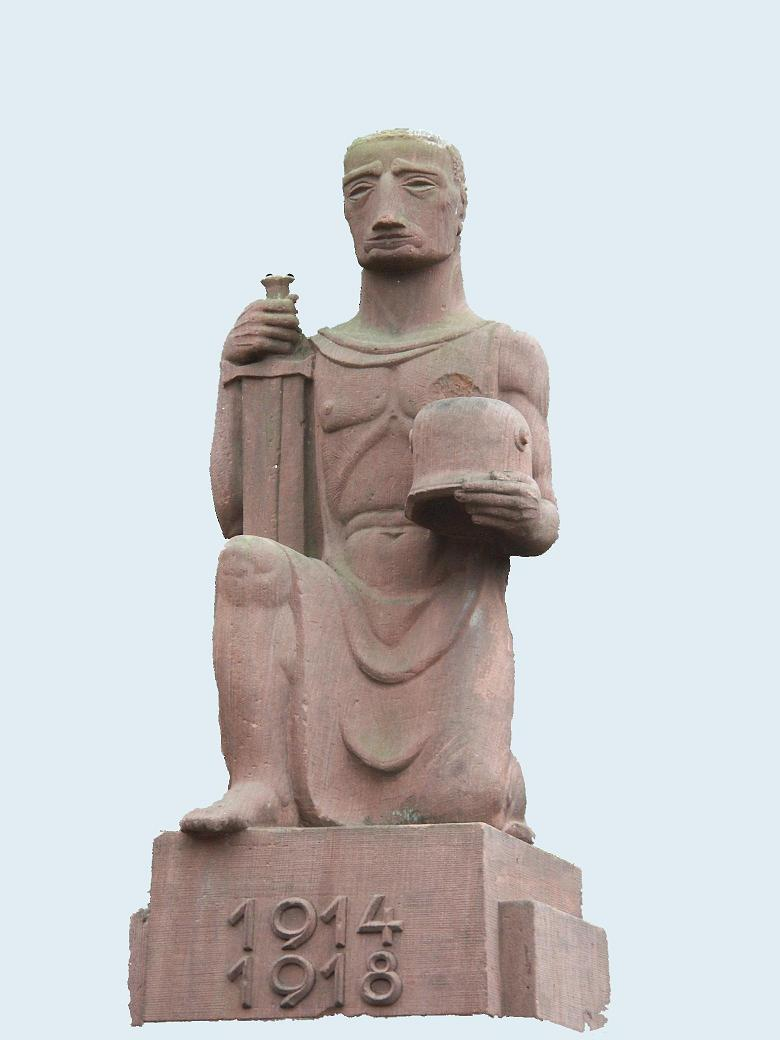
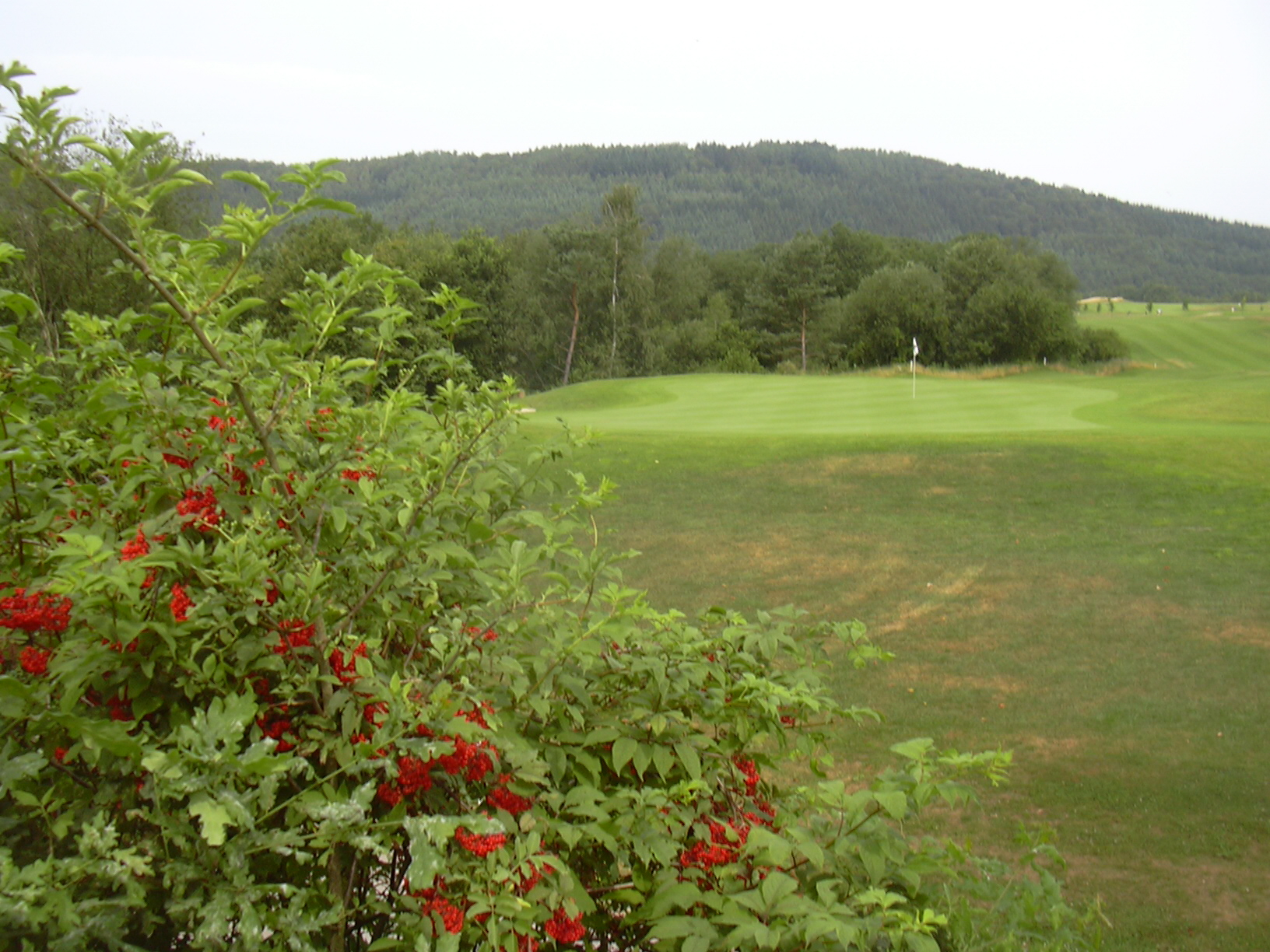